# .np
.np este un domeniu de internet de nivel superior, pentru Nepal (ccTLD).